# Wingerdweg
De Wingerdweg  is een straat in Amsterdam-Noord.
De verkeersweg begint aan de Hagedoornweg bij het Sint-Rosaklooster. Vervolgens gaat zij via flauwe bochten richting de Johan van Hasseltweg, die zij ongelijkvloers (onder brug 494) kruist. Zij eindigt aan de Sneeuwbalweg, alhoewel aan de overzijde ze nog een verlenging heeft genaamd Ogentrooststraat. Het grootste deel van de straat kent aan de westzijde (oneven nummers tot huisnummer 387, nrs. 145 tot en met 385 ontbreekt) bebouwing met arbeiderswoningen uit de kokers van Jo Mulder, Willem Noorlander, Dick Greiner, Zeeger Gulden en Melle Geldmaker. Aan de oostzijde (even nummers tot huisnummer 40) is er slechts een klein stuk bebouwing, het overgrote deel grenst de straat aan het Noorderpark.
De straat kreeg in 1922 haar naam en is vernoemd naar de klimplant wilde wingerd; zij is dan ook gelegen in de Bloemenbuurt.
Aan de Wingerdweg lagen/liggen enkele opvallende gebouwen:
- de eerder genoemde arbeiderswoningen
- Sint-Rosaklooster op nummer 4, een rijksmonument
- Schoolcomplex Wingerdweg waarvan alleen nog over is
- Wingerdweg 28-34, voormalige school een gemeentelijk monument
- Wingerdweg 52, al sinds de bouw een GGD-post, een gemeentelijk monument met twee kunstreliëfs
- Wingerdweg 98, kinderbewaarplaats, creche, een gemeentelijk monument
- Wingerdweg 110, voormalig kantoortje van de Dienst Beplanting, een gemeentelijk monument.